# Arnold Budimbu
Arnold Budimbu (* 20. Februar 1995 in Bochum) ist ein deutscher Fußballspieler, der beim West-Regionalligisten SC Fortuna Köln unter Vertrag steht.

## Karriere
Der gebürtige Bochumer hatte die Jugendmannschaften des 1. FC Köln durchlaufen und war dort auch für die zweite Mannschaft aktiv, ehe er Anfang 2016 für 100.000 € zu Rot-Weiß Oberhausen in die Regionalliga West wechselte. In der Saison 2017/18 war er für die zweite Mannschaft des FC Schalke 04 in der Oberliga Westfalen am Ball. Danach schloss er sich dem TSV Steinbach Haiger in der Regionalliga Südwest an. Im Sommer 2019 wechselte er zum MSV Duisburg in die 3. Liga.
Im Februar 2021 kehrte der mittlerweile 25-Jährige zum TSV Steinbach Haiger in die Regionalliga zurück, nachdem sein Vertrag in Duisburg aufgelöst wurde.
Bereits im Sommer 2021 wechselte er für eine Saison zum 1. FC Phönix Lübeck in die Regionalliga Nord, wo er 22 Ligaspiele absolvierte und dabei zwei Treffer sowie sechs Vorlagen verbuchen konnte.
Im Juli 2022 wurde Arnold Budimbu vom West-Regionalligisten SC Fortuna Köln für zwei Jahre unter Vertrag genommen und kam direkt beim ersten Saisonspiel gegen den SV Lippstadt 08 als Einwechselspieler zum Einsatz. Beim 3:0-Heimsieg am 2. September 2022 gegen den 1. FC Kaan-Marienborn gelang ihm der erste Assist (Treffer zum 2:0 durch Dustin Willms). Am 28. Januar 2023 folgte beim 1:0-Auswärtserfolg beim 1. FC Bocholt sein erstes Pflichtspieltor für die Kölner Fortuna. Seinen zweiten Treffer erzielte er am 20. April 2024 beim 2:2 gegen den 1. FC Düren. Im Juni 2024 verlängerte Arnold Budimbu seinen Vertrag in der Kölner Südstadt um ein weiteres Jahr bis Ende Juni 2025.

## Erfolge
Arnold Budimbu wurde mit der Jugendmannschaft des 1. FC Köln in der Saison 2010/11 B-Jugendmeister und in der Saison 2012/13 A-Jugend-Pokalsieger.